# Thầy thuốc Ưu tú
Thầy thuốc Ưu tú là một danh hiệu của Nhà nước Việt Nam dành trao tặng cho những cá nhân hoạt động trong ngành y học có nhiều đóng góp quan trọng cho sự nghiệp và sự phát triển của y học Việt Nam.

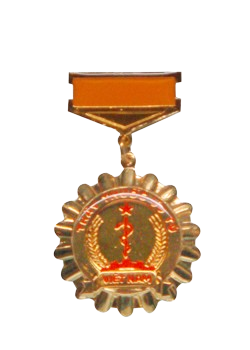
Huy hiệu Thầy thuốc ưu tú

## Điều kiện được công nhận
Để được xét tặng danh hiệu Thầy thuốc Ưu tú, người thầy thuốc phải đạt thành tích tốt nhiều năm, nâng cao được chất lượng, hiệu quả công việc thuộc lĩnh vực mình phụ trách, được đồng nghiệp và cấp quản lý trực tiếp thừa nhận, được nhân dân yêu quý. Ngoài ra, phải có nhiều đóng góp tích cực xây dựng đơn vị và ngành về các mặt: phát triển chuyên môn kỹ thuật, bồi dưỡng đào tạo cán bộ, xây dựng đội ngũ cán bộ kỹ thuật y tế, cải tiến tổ chức quản lý, nâng cao chất lượng chuyên môn và hiệu quả phục vụ. Bên cạnh đó, phải có đề tài nghiên cứu khoa học, sáng kiến, ứng dụng tiến bộ khoa học kỹ thuật hoặc giải pháp hữu ích có giá trị thuộc y học hiện đại hay y học cổ truyền dân tộc được ứng dụng rộng rãi có hiệu quả thiết thực ở đơn vị, địa phương. Các đề tài nghiên cứu khoa học, sáng kiến này phải được hội đồng khoa học của đơn vị trực thuộc Bộ hoặc của ngành Y tế địa phương công nhận, xếp hạng cao.
1. Đối tượng được xét tặng danh hiệu "Thầy thuốc Ưu tú" gồm bác sĩ, dược sĩ, y sĩ, thầy thuốc y học dân tộc làm công tác khám chữa bệnh, sản xuất dược phẩm, nghiên cứu y dược, vệ sinh phòng bệnh, phòng dịch và cán bộ quản lý y tế.
2. Danh hiệu "Thầy thuốc Ưu tú" được xét tặng cho đối tượng quy định tại khoản 1 Điều này đạt các tiêu chuẩn sau:
a) Trung thành với Tổ Quốc Việt Nam Xã Hội Chủ nghĩa.
b) Có phẩm chất đạo đức tốt, tận tụy với nghề, hết lòng thương yêu người bệnh, có tài năng, có nhiều thành tích xuất sắc trong nghề, được nhân dân, người bệnh và đồng nghiệp tín nhiệm.
c) Có thời gian trực tiếp làm công tác chuyên môn kỹ thuật trong ngành từ 15 năm trở lên; đối với cán bộ quản lý y tế thì phải có thời gian công tác trong ngành từ 20 năm trở lên trong đó có 10 năm trở lên trực tiếp làm công tác chuyên môn kỹ thuật.
3. Danh hiệu "Thầy thuốc Ưu tú" được xét và công bố hai năm một lần vào dịp kỷ niệm ngày Thầy thuốc Việt Nam 27 tháng 2.

## Quy định mẫu huy hiệu Thầy thuốc Ưu tú
Cuống Huy hiệu viền ngoài màu vàng, nền trong màu vàng, chất liệu bằng đồng đỏ mạ vàng hợp kim Nico dày 3 micron; kích thước 28mm x 14mm.
Thân Huy hiệu hình hoa hướng dương, ở giữa là biểu tượng ngành y, hai bên là bông lúa vàng, phía trên có dòng chữ "Thầy thuốc Ưu tú" (màu đỏ), phía dưới là dải lụa vàng mang dòng chữ "Việt Nam" (màu đỏ); đường kính bằng 35mm; chất liệu bằng đồng đỏ mạ vàng hợp kim Nico dày 3 micron.